# Phreatia masarangica
Phreatia masarangica är en orkidéart som beskrevs av Rudolf Schlechter. Phreatia masarangica ingår i släktet Phreatia och familjen orkidéer.
Artens utbredningsområde är Sulawesi. Inga underarter finns listade i Catalogue of Life.